# 磨黑镇
磨黑镇，是中华人民共和国云南省普洱市宁洱哈尼族彝族自治县下辖的一个乡镇级行政单位。

## 行政区划
磨黑镇下辖以下地区：
磨黑城镇社区、曼见村、星光村、庆明村、秀柏村、上胜村、下胜村、江西村、把边村、芭蕉林村和团结村。